# Фуругельм, Иван Васильевич
Иван Васильевич Фуруге́льм (Йохан Хампус, Johan Hampus Furuhjelm) (11 марта 1821 — 21 сентября 1909) — адмирал и администратор Российской империи: старший флагман Балтийского флота.
Военный губернатор Приморской области и командир Сибирского флота и портов Восточного океана, исследователь Дальневосточных морей, главный правитель Русской Америки, таганрогский градоначальник.

## Биография
Из благородного финского рода Фуругельмов. Младший брат генерал-лейтенанта Оттона Фуругельма (1819—1883), который служил начальником местных войск Московского военного округа.
Поступил в мореходное училище в Або в 1836 году. В 1838 году выходил в практическое плавание на Балтику. В 1839 году окончил училище с производством в гардемарины. Зачислен в Балтийский флот: в 1843—1844 годах на шхуне «Метеор» участвовал в гидрографических работах в Финском заливе. В 1846 году переведён на Чёрное море, где прослужил до 1847 года.
В 1850 году откомандирован на службу в Русско-Американскую компанию (РАК) с назначением командиром Охотского порта. 23 апреля 1851 года на компанейском корабле «Император Николай I» прибыл из Кронштадта в Новоархангельск. Вначале командовал Новоархангельским портом, затем плавал по делам РАК в Калифорнию, на Гавайи, к берегам Китая.
В 1853—1854 годах командуя транспортом «Князь Меншиков», состоял в эскадре графа Евфимия Васильевича Путятина. В 1854 году назначен начальником Аянского порта. 21 июня 1854 года назначен начальником острова Сахалин, но из-за угрозы вторжения со стороны англо-французской эскадры в должность так и не вступил.
Высочайшим приказом по Морскому ведомству 1 декабря 1858 года № 227, начальник Аянского порта, 1-го Финского экипажа капитан 1 ранга Фуругельм, назначен главным правителем Российско-Американских колоний, с оставлением в том же экипаже, приступил к обязанностям в 1859 году. Во время правления следил за развитием судостроения, установил добрососедские отношения с индейцами, старался примирить враждующие стороны. 17 марта 1864 года передал все дела князю Дмитрию Петровичу Максутову и отправился в Великое Княжество Финляндское.
В 1865—1870 годах — военный губернатор Приморской области. 25 февраля 1871 назначен Главным командиром портов Восточного океана. Активно занимался заселением Владивостока и Приморской области, строительством Амурского телеграфа, дока для кораблей Сибирского флота, маяков.
В 1872 году переведён на Балтику, в должность старшего флагмана Балтийского флота. В 1874 году произведён в чин вице-адмирала.
В 1874—1876 годах — градоначальник Таганрога, где основал первую публичную библиотеку, одним из читателей которой впоследствии станет будущий писатель Антон Павлович Чехов.
В 1878—1880 годах И. В. Фуругельм — командир Ревельского порта. 20 октября 1908 года уволен в отставку с производством в чин адмирала. Далее вернулся в родовое имение Хонгола близ Турку, где он и скончался 21 сентября 1909 года. Похоронен 24 сентября недалеко от имения.

## Память
Именем Фуругельма названы:
- Остров Фуругельма в заливе Петра Великого[4]
- мыс на острове Сахалин (название мысу присвоено не позже 1857 г.)[4]
- гора на восточной стороне острова Баранова (гора Фуругельма [Фурухелль], побережье Северной Америки, архипелаг Александра, 57°03′ с.ш., 134°56′ з.д., название горе присвоено в 1935 году)[4]